# Синиша Дражич
Синиша Дражич (на сръбски: Синиша Дражић) е сръбски шахматист, гросмайстор.

## Биография
Международен майстор от 1991 г. и гросмайстор от 2000 г.

## Турнирни резултати
- 1994 – Клиши (първо място с резултат 8 точки от 9 възможни)[2]
- 2007 – Сенигалия (второ място след тайбрек на „Мемориал д-р Алдо Перини“ с резултат 6,5 точки от 9 възможни, колкото имат Тодор Тодоров и Игор Ефимов)[3]
- 2008 – Задар (първо място на „Задар Оупън“)[4]
- 2008 – Сплит (първо място на „Мемориал дон Иван Цвитанович“ с резултат 6,5 точки от 9 възможни)[5]
- 2010 – Пула (трето място след тайбрек на „Пула Оупън“ с резултат 7,5 точки от 9 възможни, колкото имат Роберт Зелчич и Огнен Йованич)[6]
- 2011 – Бергамо (първо място след тайбрек с резултат 5 точки от 6 възможни, колкото има Юрий Солодовниченко)[7]
- 2012 – Зеница (второ място с резултат 6 точки от 9 възможни)[8]
- 2013 – Сента (първо място с резултат 7 точки от 9 възможни)[9]